# Pontevedra (Negros Occidental)
Pontevedra is een gemeente in de Filipijnse provincie Negros Occidental. Bij de laatste census in 2007 had de gemeente bijna 47 duizend inwoners.

## Geografie

### Bestuurlijke indeling
Pontevedra is onderverdeeld in de volgende 20 barangays:
| - Antipolo - Barangay I - Barangay II - Barangay III - Buenavista Gibong - Buenavista Rizal - Burgos - Cambarus - Canroma - Don Salvador Benedicto | - General Malvar - Gomez - M. H. Del Pilar - Mabini - Miranda - Pandan - Recreo - San Isidro - San Juan - Zamora |

## Demografie
Pontevedra had bij de census van 2007 een inwoneraantal van 46.768 mensen. Dit zijn 4.679 mensen (11,1%) meer dan bij de vorige census van 2000. De gemiddelde jaarlijkse groei komt daarmee uit op 1,46%, hetgeen lager is dan het landelijk jaarlijks gemiddelde over deze periode (2,04%). Vergeleken met de census van 1995 is het aantal mensen met 4.325 (10,2%) toegenomen.